# Philips Augustijn Immenraet

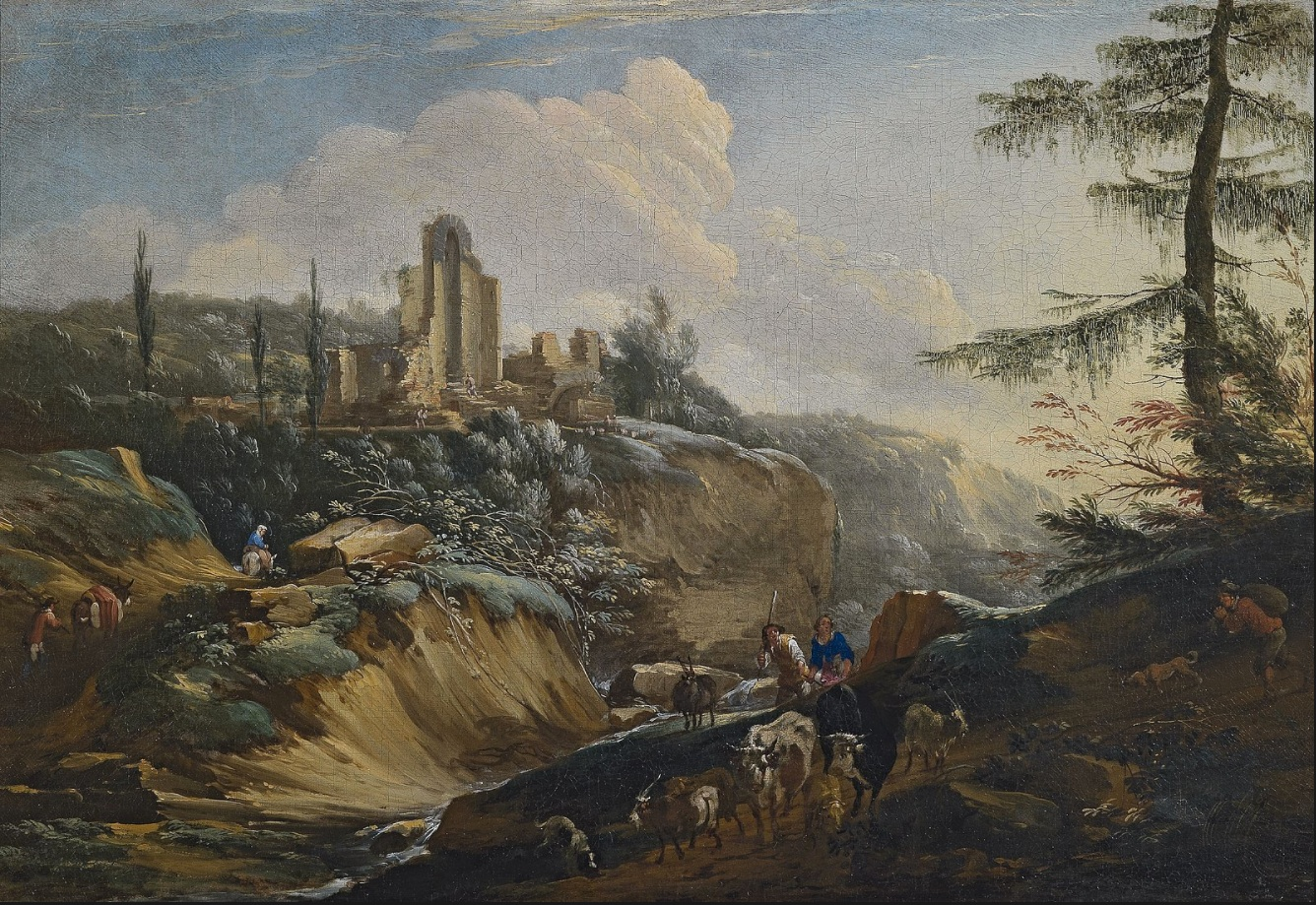
Landschap met herders en een ruïne

Philips Augustijn Immenraet (Antwerpen, gedoopt op 21 februari 1627 – aldaar, 25 september 1679) was een Zuid-Nederlandse schilder en etser.
Zijn vader Michel Immenraet, afkomstig uit Keulen, was klavecimbelbouwer. Philips Augustijn trouwde op 27 juni 1656 met Catharina de Hille, en samen kregen zij vier kinderen, waaronder Michel Engel II, Philips Augustijn II, en Andries Immenraet, die in de voetsporen van hun vader traden.
In 1641 werd Immenraet ingeschreven als leerling bij de Antwerpse Sint-Lucasgilde, waar hij studeerde onder Lucas van Uden, een bekende landschapsschilder. Hij bracht tien jaren in Italië door, waar hij beïnvloed werd door de werken van Salvator Rosa. Na zijn terugkeer in Antwerpen in 1655 werd hij meester in de Sint-Lucasgilde en vestigde hij zich definitief in zijn geboortestad.
Immenraet was voornamelijk actief als schilder van landschappen in olieverf, hoewel hij ook af en toe etsen maakte, die hij soms monogrammeerde  met "PAI". Naast zijn eigen kunstpraktijk leidde hij verschillende leerlingen op, waaronder zijn zonen Andries, Michel Engel II, en Philips Augustijn II, evenals Pieter Rysbraeck.
- Biografisch Portaal: 17662285
- KulturNav: 90c0ea23-4a28-4820-88e9-1259d9aa6b4f
- RKD-Nederlands Instituut voor Kunstgeschiedenis: 40995
- Museum of New Zealand Te Papa Tongarewa: 65108
- Union List of Artist Names: 500028388
- Virtual International Authority File: 95856981
- WorldCat: E39PBJxMq8BmpRm8VKHTH4t7pP